# Westfälisches System
Westfälisches System, Westfälisches Staatensystem oder auch Westfälisches Modell ist im engeren Sinn die politische Ordnung, die sich in Europa auf der Grundlage der Staatstheorie von Jean Bodin und der Naturrechtslehre von Hugo Grotius nach dem Westfälischen Frieden des Jahres 1648 entwickelt hat. Nach diesem Konzept sind Staaten nicht nur die rechtlichen Monopolisten des Krieges, sondern auch die faktischen Monopolisten der Fähigkeit zur Kriegführung.
Im weiteren, politikwissenschaftlichen Sinn wird damit auch grundsätzlich ein System von nach innen und außen souveränen Nationalstaaten bezeichnet.
Mit dem Westfälischen System etablierte sich historisch auch die Vorstellung einer „Staatsnation im Nationalstaat“. In den folgenden Jahrhunderten entwickelte sich die – oft als homogen idealisierte – Nation zur Legitimation und Motivation von politischer Herrschaft.

## Prinzipien
Charakteristisch sind drei Prinzipien:
Souveränitätsprinzip
Jeder Staat ist souverän. Der Menge der Staaten ist keine Instanz übergeordnet. Unter ihnen herrscht das Prinzip der Selbsthilfe bzw. Anarchie.
Territorialprinzip
Die Staaten haben klare territoriale Grenzen, in denen sie das Gewaltmonopol haben.
Legalitätsprinzip
Die Staaten sind untereinander gleichberechtigt. Krieg als Mittel zur Durchsetzung der Interessen eines Staates gilt als legitim.
Das nach dem Zweiten Weltkrieg ausgehandelte Gewaltverbot zwischen Staaten in der Charta der Vereinten Nationen und die Beschränkung der staatlichen Souveränität durch die fortschreitende Universalisierung der Menschenrechte sind Indizien dafür, dass das Westfälische System weiterentwickelt worden ist.

## Kennzeichen
Kennzeichen des Systems sind:
- Das internationale System ist ein solches von Staaten. Der Staat gilt als alleiniger Akteur.
- Der Monarch bzw. die Regierung vertritt den Staat mit seiner Bevölkerung nach außen (Außenpolitik).
- Staaten sind prinzipiell souverän und prinzipiell (völkerrechtlich) gleich (Gleichheit).
- Das Völkerrecht ist das Recht der Staaten.
- Staaten werden geleitet von der Staatsräson.
- Die Kommunikation zwischen Staaten wird durch Diplomatie gewährleistet.
- Das System strebt nach Machtgleichgewicht zwischen den Staaten, vor allem durch Allianzen- und Gegenmachtbildung.
- Krieg ist ein weiterer Teil der Normalität des Staatensystems.

Die Kennzeichen der politischen Ordnung des Westfälischen Systems können in Verbindung mit modernen Theorien der Internationalen Beziehungen gebracht werden.  Die Theorie des Neorealismus nach Kenneth Waltz und der Realismus nach Hans Morgenthau machen ähnliche Grundannahmen.

## Kritik
In der Geschichtswissenschaft wird der Begriff des Westfälischen Systems nicht verwendet und kritisch gesehen, da er zum einen den Prozess der Nationalstaatswerdung in Europa zu sehr auf einen bestimmten Zeitraum einengt und zum anderen durch die Intentionen der beteiligten Verhandlungspartner und die tatsächlichen Beschlüsse des Friedenskongresses von Münster und Osnabrück nicht gedeckt wird.
Die Politikwissenschaft wendet gegen diese Kritik ein, dass nicht die bewusste Intention der Akteure zur Schaffung dieses Systems relevant sei, sondern allein das empirische Faktum, dass die zwischenstaatlichen Beziehungen seit 1648 nach dieser Handlungslogik funktionieren und mit großer Erklärungskraft analysiert werden können. Auch wird das Jahr 1648 nicht als isoliertes Ereignis betrachtet, sondern als ein markanter Punkt in einem langen Transformationsprozess, was wiederum der Auffassung der Geschichtswissenschaft sehr nahesteht.
1999 erschien posthum ein Artikel von Susan Strange mit der Überschrift The Westfailure System (ein Wortspiel zu Westphalia System). Tenor des Artikels war, das System der Nationalstaaten habe bei der Bewältigung der Finanzkrise in Asien 1997/98 versagt. Der Begriff Westfailure System wurde seitdem vielfach wiederaufgegriffen.
Benno Teschke legte 2003 zuerst auf Englisch, 2007 dann auf Deutsch, eine umfangreiche Kritik des Konzepts vor.